# Snefrytle
Sne-Frytle (Luzula nivea) er en stedsegrøn staude med løs, tueformet vækst. Stor Frytle ligner græs, men den er snarere en slags siv. Frøene spredes af myrer.

## Beskrivelse
Bladene er linieformede og helrandede. Begge sider er grågrønne og dækket af spredte, hvide hår. Blomstringen sker i juni. Blomsterstænglerne hæver de hvide, valnøddestore stande højt op over bladtuen. De endestillede blomster er regelmæssige og snehvide med tre bægerblade, tre kronblade, tre støvdragere osv. Frugten er en énrummet kapsel med 3 store frø, der modner godt og spirer villigt.
Dens rod består af en kort rodstok, som bærer bladene og de mange, grove trevlerødder.
Højde x bredde og årlig tilvækst: 0,30 x 0,30 m (30 x 2 cm/år), blomsterstænglerne dog op til 0,50 m høje.

## Hjemsted
Sne-Frytle optræder som pionerplante i de Central- og Sydeuropæiske bjerge, Alperne, Appenninerne og Pyrenæerne. Arten indgår i den naturlige vegetation i naturparken Trudner Horn, som ligger nær den sydlige grænse af den autonome provins Bozen-Südtirol, Norditalien. Her findes arten sammen med bl.a. ahorn (Acer pseudoplatanus), akelejefrøstjerne (Thalictrum aquilegiifolium), aksrapunsel (Phyteuma spicatum), almindelig bingelurt (Mercurialis perennis), almindelig blåbær (Vaccinium myrtillus), almindelig bøg (Fagus sylvatica), almindelig firblad (Paris quadrifolia), almindelig fjerbregne (Athyrium filix-femina), almindelig fjerbusk (Aruncus dioicus), almindelig hindbær (Rubus idaeus), almindelig mangeløv (Dryopteris filix-mas), almindelig røn (Sorbus aucuparia), almindelig sanikel (Sanicula europaea), almindelig ædelgran (Abies alba), alpeguldregn (Laburnum alpinum), dunet gedeblad (Lonicera xylosteum), enblomstret flitteraks (Melica uniflora), fembladet springklap (Dentaria pentaphyllos), hvid anemone (Anemone nemorosa), hvid hestehov (Petasites albus), hvidplettet lungeurt (Pulmonaria officinalis), kranslilje (Lilium martagon),
kratviol (Viola riviniana), nibladet springklap (Dentaria enneaphyllos), ramsløg (Allium ursinum), rundbladet stenbræk (Saxifraga rotundifolia), rødgran (Picea abies), skovmærke (Galium odoratum), skovstar (Carex sylvatica), skovstorkenæb (Geranium sylvaticum), skovsvingel (Festuca altissima), skovsyre (Oxalis acetosella), sort druemunke (Actaea spicata) og vårfladbælg (Lathyrus vernus)
Plantesamfundet hedder Luzulo-Faginetum, og det svarer til Natura 2000 nr. 9110.
- Vækstform
- Vinterligt udseende

| Portal | Portal:Botanik |